# La Vie passionnée de Thérèse d'Avila
La Vie passionnée de Thérèse d'Avila est une bande dessinée de Claire Bretécher publiée dans Le Nouvel Observateur en 1979 et reprise en album l'année suivante par l'auteur. Variation humoristique sur la vie de la sainte catholique Thérèse d'Avila, cette bande dessinée suscita alors de nombreuses protestations de lecteurs, bien que d'autres, y compris des catholiques et des théologiens comme Michel de Certeau, y aient vu un ouvrage bienveillant qui aurait fait rire Thérèse elle-même.

## Synopsis
L'album retrace en bande dessinée et de manière humoristique, en jouant des références culturelles, certains épisodes de la vie de Thérèse d'Avila, religieuse espagnole ayant vécu au XVIe siècle.

## Personnages principaux
- Thérèse d'Avila : religieuse énergique et pragmatique, elle a la tête sur les épaules mais peut aussi se mettre à léviter ou à entrer en extase
- Doña Prouhèze : une noble, amie de Thérèse d'Avila, reprise de la pièce de théâtre Le Soulier de satin de Paul Claudel
- Don Rodrigue : mari de Prouhèze, repris du Soulier de satin.
- Jean de la Croix : moine ermite, l'autre grand mystique espagnol, ami de Thérèse d'Avila
- Pierre d'Alcántara : ami de Thérèse d'Avila, présenté dans une situation d'ascèse très poussée
- Une religieuse possédée par le démon

## Publications

### Albums
L'album paraît chez l'auteur en 1980. Il est réédité en 2000. Les éditions Dargaud le reprennent en 2007.

### Traductions
- (de) Die eilige Heilige (trad. Rita Lutrand), Rowohlt, 1982.  (ISBN 3498004727)
- (it) La vita appassionata di Teresa d'Avila (trad. Ferruccio Giromini), Bompiani 1984. (OCLC 38880856)
- (nl) Het veelbewogen leven van Teresia van Avila, Espee, 1982.  (ISBN 9064770360)
- (es) La apasionada vida de Teresa de Jesús (trad. Albert Turro), Amaika, 1984.  (ISBN 8485163834)

## Documentation
- (es) Isabelle Touton, « El cómic La vie passionnée de Thérèse d’Avila de Claire Bretécher. Una comicidad erudita e iconoclasta », dans Françoise Cazal, Claude Chauchadis et Carine Herzig (dir.), Pratiques hagiographiques dans l’Espagne du Moyen Âge et du Siècle d’or, Toulouse, CNRS-Université de Toulouse-Le Mirail, 2005, p. 381-398.